# Wan Jiyuan
Wan Jiyuan, född 13 juli 2002, är en kinesisk basketspelare. 
Wan deltog vid olympiska sommarspelen 2020 och var en del av Kinas lag som tog brons i tremannabasket.